# Fernando Tejero

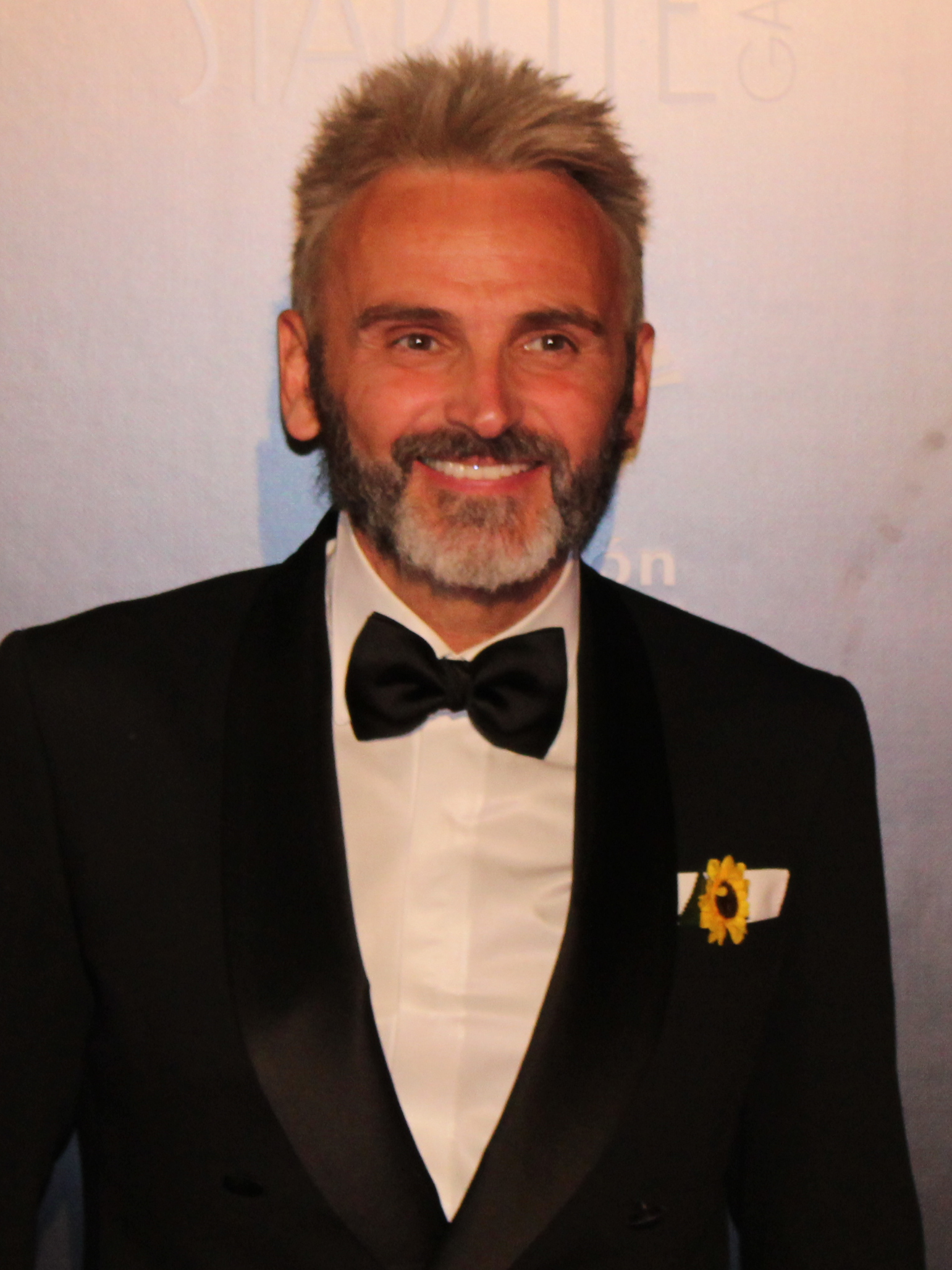
Fernando Tejero 2019

Fernando Tejero Muñoz-Torrero (* 24. Februar 1967 in Córdoba) ist ein spanischer Schauspieler. Er hat in mehreren Filmen mitgewirkt, darunter Días de fútbol (2003), für den er den Goya als bester Nachwuchsdarsteller erhielt, und in Fernsehserien wie Aquí no hay quien viva (2004), für die er den TP de Oro bekam.

## Frühes Leben und Karriere
Schon in jungen Jahren wusste Tejero, dass er Schauspieler werden wollte. Sein Vater wollte jedoch, dass Tejero Stierkämpfer wird. Während seiner Kindheit und Jugend in Córdoba, Andalusien. 
Tejero studierte Schauspiel an der Escuela de Arte Dramático de Córdoba, dem Centro Andaluz de Teatro und der Escuela de Arte Dramático Cristina Rota de Madrid.
Als Schauspieler in Schwierigkeiten arbeitete Tejero mit seinen Eltern auf einem Fischmarkt. Laut Tejero machte er in dieser Zeit seines Lebens seine ersten schlechten Erfahrungen mit dem Showbusiness. Er sagte, er habe eine sehr berühmte spanische Schauspielerin getroffen, mit der er ein herzliches Gespräch führte. Sie ignorierte ihn und sah ihn verächtlich an, als sie entdeckte, dass er auf einem Fischmarkt arbeitete.
Tejero trat in kleinen Rollen in spanischen Filmen auf und erlangte langsam Anerkennung. Er konnte eine Verbindung zu einer Produktionsfirma namens Animalario aufbauen. 2003 wurde ihm eine Rolle in Días de fútbol angeboten, für die er den Goya Award als bester neuer Schauspieler gewann. Im selben Jahr, während des Castings der mittlerweile berühmten spanischen Ensemblekomödie Aquí no hay quien viva, wurde ihm ursprünglich die Rolle des Videothekenkaufmanns Paco angeboten. Später wurde jedoch eine neue Rolle für ihn geschaffen, die von Emilio, dem Concierge; dies ermöglichte ihm eine viel sichtbarere Rolle als ursprünglich geplant. Mit dem großen Erfolg der Show ist Tejero in Spanien zu einem bekannten Namen geworden.
Seitdem spielte er Hauptrollen in Filmen wie El penalti más largo del mundo.
2012 spielte er Fermín Trujillo in La que se avecina als Lolas Vater (Macarena Gómez) und Estela Reynolds' Ehemann (Antonia San Juan).

## Persönliches Leben
Tejero ist offen schwul, und während einer Zeit war er mit Miguel Ortíz Vera, Mister Gay Spain 2012 zusammen. Sie trennten sich 2013,  als er ankündigte, schwul zu sein. Sie versöhnten sich Tage später. 2016 war er mit dem Musiker Pascual Cantero, zusammen und ein Jahr später trennten sie sich.

## Filmografie (Auswahl)
- 1999: Sobreviviré
- 2001: La mujer de mi vida
- 2001: Noche de reyes
- 2002: Compañeros (TV-Serie, eine Folge)
- 2002: Montags in der Sonne (Los lunes al sol)
- 2003: Die Torremolinos Homevideos (Torremolinos 73)
- 2003: Días de fútbol
- 2003–2006: Aquí no hay quien viva (TV-Serie)
- 2004: Der Club der Bären (Cachorro)
- 2004: Ein ferpektes Verbrechen – Crimen ferpecto (Crimen Ferpecto)
- 2004: El asombroso mundo de Borjamari y Pocholo
- 2004: Große Haie – Kleine Fische (Shark Tale) (Sprechrolle)
- 2006: Noche Hache (TV-Serie, eine Folge)
- 2006: Volando voy
- 2006: Va a ser que nadie es perfecto
- 2007: Gominolas (TV-Serie, sieben Folgen)
- 2008: Al final del camino
- 2008: Chefs Leckerbissen (Fuera de carta)
- 2012: Cinco metros cuadrados
- 2012: La chispa de la vida
- seit 2013: La que se avecina (TV-Serie)
- 2016: En tu cabeza
- 2020: Explota Explota
- 2022: Prison 77

## Auszeichnungen (Auswahl)
- 2003: Goya in der Kategorie Bester Nachwuchsdarsteller für Días de fútbol
- 2004: Preis der spanischen Schauspielervereinigung in der Kategorie Bester Fernsehschauspieler für Aquí no hay quien viva
- 2004: TP de Oro in der Kategorie Bester Darsteller für Aquí no hay quien viva
- 2005: Fotogramas de Plata in der Kategorie Bester Fernsehschauspieler für Aquí no hay quien viva
- 2009: Nominierung für den Goya in der Kategorie Bester Nebendarsteller für Chefs Leckerbissen